# Provins
Provins este un oraș în Franța, sub-prefectură a departamentului Seine-et-Marne, în regiunea Île-de-France. 
Având vestigii din epoca medievală de o deosebită valoare, orașul a fost inclus în lista de locuri din Patrimoniul Mondial UNESCO.
1. ↑  répertoire géographique des communes, accesat în 26 octombrie 2015
2. ↑  dataset of postal codes in France, 1 octombrie 2018